# Bockkäfer
Die Bockkäfer (Cerambycidae) sind eine artenreiche Familie der Käfer (Coleoptera), sie sind eine der größten und vielfältigsten sowie ökologisch und wirtschaftlich wichtigsten Käfergruppen der Welt. Weltweit sind etwa 35.000 Arten aus etwa 4000 Gattungen bekannt, davon etwa 200 in Mitteleuropa. Auch der mit einer Körperlänge von bis zu 17 Zentimetern (ohne Fühler) größte bekannte Käfer, der Riesenbockkäfer (Titanus giganteus) aus Brasilien, gehört in diese Gruppe. In Mitteleuropa ist mit etwa sechs Zentimetern Körperlänge der Mulmbock (Ergates faber) die größte Art, während das Weidenböckchen (Gracilia minuta) mit einer Länge von maximal sieben Millimetern als kleinste europäische Art angesehen wird.
Bockkäfer sind durch die besonders langen, gegliederten Fühler sowie den langen und schmalen Körper gekennzeichnet. Die Fühler sind dabei oft länger als der Körper. Da sie zudem meist gebogen sind und nach hinten getragen werden, erinnern sie an die Hörner eines Steinbocks, was zu ihrem deutschen Namen (Trivialnamen) geführt hat.
Der wissenschaftliche Name dieser Käferfamilie geht auf den Schäfer Cerambos (auch Terambos) aus der griechischen Mythologie zurück, der nach einem Streit von den Nymphen in einen großen Käfer mit Hörnern verwandelt wird. In der umfangreichsten Fassung der Sage in den Metamorphosen des Antoninus Liberalis wird auch schon der Käfer erwähnt, dessen Kopf Hörner wie eine Lyra trägt, den die Thessalier Cerambyx nannten.

## Merkmale
Die Bockkäfer sind häufig schillernd bunt, in verschiedenen Farben gezeichnet. Dabei existieren sowohl sehr stark leuchtende Farben wie etwa das Blutrot des Purpurbocks (Purpuricenus kaehleri) oder des Rothaarbocks (Pyrrhidium sanguineum), das Blau des Alpenbocks (Rosalia alpina) oder des Blauvioletten Scheibenbocks (Callidium violaceum) als auch Braun- und Grautöne sowie -zeichnungen wie bei den meisten Arten. Eine metallisch schimmernde Färbung hat etwa der Moschusbock (Aromia moschata) (metallisch grün), und die Wespenböcke (Gattung Plagionotus) tragen eine deutliche, schwarz-gelb gestreifte Warnfärbung, die eine Mimikry darstellt.

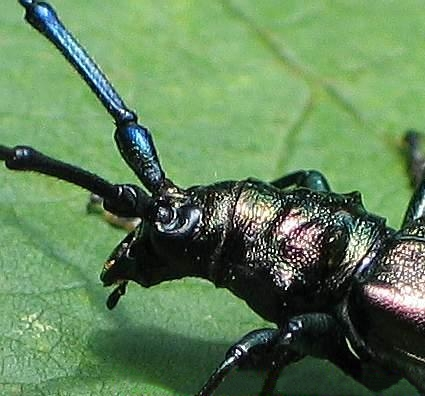
Kopf des Moschusbocks

Die Körper der zur Familie gehörenden Käfer sind meistens gestreckt; dabei sind die Männchen häufig größer als die Weibchen, manchmal aber auch umgekehrt. Eindeutig erkennbar sind die Bockkäfer an den immer sehr langen Fühlern, deren Länge meistens mehr als zwei Drittel der Körperlänge beträgt, oft aber mehr als körperlang ist. Beim Männchen des Zimmermannsbocks (Acanthocinus aedilis), der nur etwa zwei Zentimeter lang ist, können die Fühler etwa mit zehn Zentimetern Länge das Fünffache der Körperlänge betragen. Die Antennen können sowohl seitlich vom Körper gespreizt als auch nach vorn getragen werden. Nur in Insektensammlungen werden die Fühler aus Platzgründen nach hinten gelegt.
Für die sehr langen und kräftigen Fühler ist eine solide Verankerung in der Kopfkapsel der Käfer und eine entsprechende Muskulatur für die Bewegung der Fühler notwendig. Beides nimmt viel Platz in Anspruch, so dass wenig Raum für die Augen der Käfer bleibt. Daher umwachsen die Augen vieler Bockkäferarten von hinten die Fühlerbasis.
Der Halsschild vieler Bockkäferarten ist bedornt. Diese für viele Bockkäferarten typischen Merkmale sind auf dem Detailfoto eines Moschusbocks zu erkennen. Der Fuß (Tarsus) der Bockkäfer besteht aus fünf Gliedern, wobei das vierte bei fast allen Arten wie bei den Blattkäfern (Chrysomelidae) extrem verkleinert und nur bei sehr genauer Betrachtung erkennbar ist. Diese Art des Tarsus bezeichnet man als „pseudotetramer“. Zugleich ist der Tarsus meistens stark verbreitert und behaart. Die Flügeldecken (Elytren) sind in der Regel gut ausgebildet, können vereinzelt jedoch auch verkürzt sein, etwa beim Dunkelschenklige Kurzdeckenbock (Molorchus minor) oder den etwa drei Zentimeter großen Necydalis-Arten.

## Verbreitung
Bockkäfer sind weltweit auf allen Kontinenten mit Ausnahme der Antarktis verbreitet. Nahezu 60 % der Arten sind dabei im orientalischen oder neotropischen Raum zu finden. Mehr als 88 % der Arten sind dabei auf nur ein biogeografisches Gebiet beschränkt. Die höchste Anzahl endemischer Arten findet sich in der Bockkäfer-Fauna des australasiatischen, äthiopischen, madagassischen und neotropischen Raums.

## Lebensweise

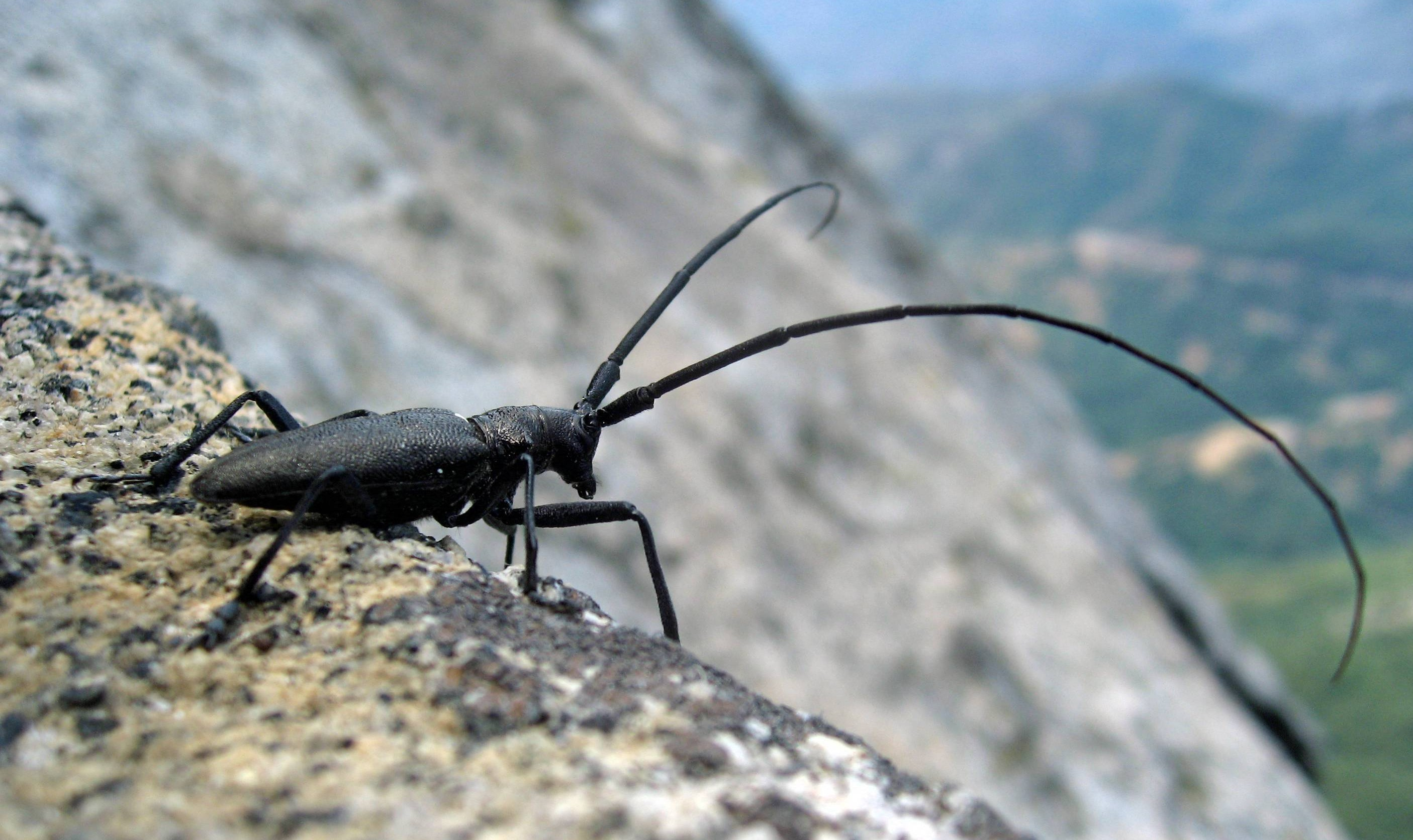
Monochamus scutellatus oregonensis aus Kalifornien

Bockkäfer sind sowohl als Larven wie auch als Imagines reine Pflanzenfresser. Die Larven leben in der Regel in totem oder lebendem Pflanzenmaterial und ernähren sich von diesem. Die ausgewachsenen Bockkäfer ernähren sich je nach Art von Pollen, Blütenteilen oder Baumsäften, die Nahrung ist dabei fast immer rein pflanzlich. Andere Arten benagen frische Rinde (Langhornböcke (Monochamus), Hasel-Linienbock (Oberea linearis), Kleiner Pappelbock (Saperda populnea)), Blätter oder Stängel krautiger Pflanzen (Agapanthia, Phytoecia, Erdböcke (Dorcadion)) oder Blätter von Bäumen (Weberbock (Lamia textor), Weidenböckchen (Gracilia minuta)).
Diese Nahrung dient in der Regel einer Reifung der Keimdrüsen oder Gonaden (Reifungsfraß). Einige Artengruppen wie Weberböcke oder Grasböcke nehmen als erwachsene Tiere gar keine Nahrung auf. Räuberisch leben die amerikanischen Elytroleptus-Arten, die Rotdeckenkäfer (Lycidae) jagen und verzehren und durch deren bei den meisten größeren Räubern unbeliebten Geschmack wahrscheinlich ebenfalls ungenießbar werden.
Die meisten Bockkäfer sind gute Flieger. Viele Arten sind in der Lage, Geräusche durch nickende Bewegungen des vordersten Brustabschnitts (Prothorax) gegen den mittleren (Mesothorax) zu erzeugen. Dies geschieht vor allem bei Störung und dient wahrscheinlich der Verschreckung von potentiellen Feinden. Dabei streicht ein geriffeltes Feld am Halsschild über die Kante des Mesothorax. Der Große Eichenbock (Cerambyx cerdo) erzeugt während seiner gesamten nächtlichen Aktivität stridulierende Geräusche. Nothorhina muricata erzeugt Geräusche, indem er sich an Kiefern in geeignete Spalten der Rinde klemmt und mit rüttelnden Bewegungen des gesamten Körpers gegen die Rinde schlägt. Dabei kann es zu einem Wechselgesang von zwei oder mehr Käfern kommen.
Die Lebensdauer der Bockkäfer ist als erwachsenes Tier im Vergleich zu der Larvalzeit in der Regel sehr kurz; besonders, wenn man die aktive Zeit ohne Überwinterung in Betracht zieht. Die aktive Lebenszeit des erwachsenen Tieres beträgt meistens maximal 90 Tage, bei vielen Arten jedoch auch nur 30 Tage oder weniger.

### Fortpflanzung
Eine ausgeprägte Balz existiert bei den Bockkäfern nicht, das Zusammentreffen der Partner geschieht meistens zufällig an geeigneten Plätzen. Trifft ein Männchen auf ein Weibchen, steigt es sofort auf und packt bei manchen Arten das Weibchen mit den Mandibeln an den Antennen, so etwa beim Gefleckten Schmalbock (Rutpela maculata). Vor und während der Kopulation beleckt das Männchen bei einigen Arten der Schmalböcke (Lepturinae) den Rücken des Weibchens, offensichtlich zur Beruhigung. Nach der Paarung wirft das Weibchen das Männchen meistens ab und hilft dabei mit den Beinen nach.
Die Eiablage erfolgt meistens in oder an der Nahrungspflanze der Larven. Dabei werden die Eier mit dem Eiablageapparat (Ovipositor) in Rindenritzen geschoben oder das Substrat wird vorher mit den Mandibeln bearbeitet. Die Arten der Gattung Agapanthia nagen vor der Eiablage ein Loch in die Stängel der Wirtspflanzen – Disteln und andere krautige Pflanzen – und legen das Ei dort hinein. Dabei sucht das Weibchen vor der Eiablage den Stängel nach bereits vorhandenen Löchern ab und verzichtet auf eine Ablage, wenn bereits ein anderes Weibchen ein Ei in dieser Pflanze untergebracht hat.

### Larvalentwicklung
Die Larven aller Bockkäfer sind reine Pflanzenfresser, die sich vor allem von Holz ernähren. Einige Arten leben auch in krautigen Pflanzen oder in der Erde, wo sie sich von Wurzeln ernähren.

#### Larven im Holz

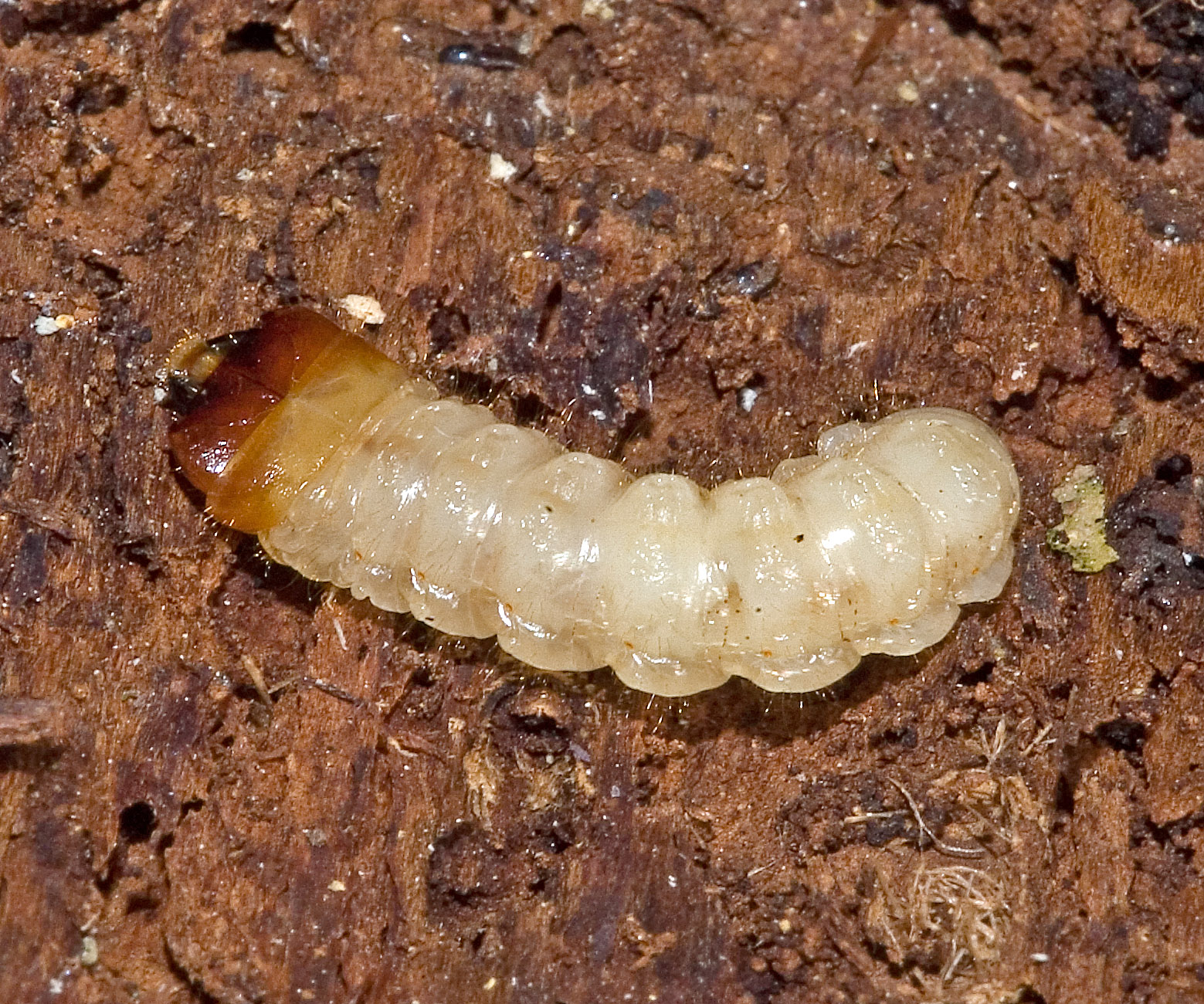
Larve des Schrotbocks

Die Larven der meisten Bockkäferarten ernähren sich von Holz (xylobionte Larven).
Sie sind meistens madenartig und flach, wenn sie unter Rinden leben, oder zylindrisch, wenn sie sich in das Innere von Hölzern bohren.
Letztere besitzen meistens kräftig ausgebildete Mandibeln und ein nur kurzes Bruststück. Außerdem haben sie Stemmwülste am Körper, zur Vorwärtsbewegung in den Holzgängen.
Der Zustand des Holzes spielt für die unterschiedlichen Arten eine wesentliche Rolle. So gibt es viele Arten, die sich ausschließlich von Totholz in dessen unterschiedlichen Phasen des Abbaus ernähren, andere brauchen lebendes Holz. Viele Larven fressen unter der Borke von Bäumen im Kambium oder im Splintholz, einige aber auch im Kernholz – beispielsweise die Larven des Großen Eichenbocks (Cerambyx cerdo).
Die kernholzfressenden Arten machen oft auch nicht vor Bauholz halt. So befallen Hausbocklarven (Hylotrupes bajulus) gut ausgetrocknetes Nadelholz und richten in Bauwerken erhebliche Schäden an. Da sie im Inneren von Dachsparren und Deckenhölzern fressen und eine dünne Außenwand stehen lassen, werden sie kaum bemerkt. Oft wird ein Befall erst erkannt, wenn Balken oder Bohlen brechen. Die Gefährlichkeit dieses Schädlings wird durch die in verschiedenen Landesbauordnungen vorhandene Meldepflicht deutlich. Aber auch in der Forstwirtschaft werden einige Bockkäferarten als Holzschädling betrachtet. So frisst die Larve des Gemeinen Fichtenbocks (Tetropium castaneum) zunächst unter der Rinde in der Kambialzone, frisst sich dann aber zur Verpuppung horizontal 2–4 cm tief ins Holz und nagt anschließend eine 3–4 cm lange Puppenkammer in vertikaler Richtung. Die dabei entstehenden Hakengänge entwerten das Holz der befallenen Fichten und Kiefern und machen einen größeren Verschnitt notwendig. Auch andere Arten fressen solche Hakengänge in das Holz der jeweils von ihnen bevorzugten Bäume; andere charakteristische Fraßbilder sind etwa die breiten Platzgänge der Scheibenböcke (Gattung Callidium) und der Langhornböcke sowie die tief ins Holz führenden Gänge der Kernholzfresser. In ihren Gängen sind die Bockkäferlarven eine beliebte Beute von Spechten. Ein besonderes Fraßbild erzeugen der Kleine Pappelbock an den Ästen der Zitterpappel sowie der Linienbock an Haselästen. Beide erzeugen Verdickungen der Äste, die als Holzgallen bezeichnet werden.
Die Dauer der Larvenzeit hängt vom Nährstoffgehalt und damit auch von dem Zustand des Holzes ab, in dem die Larven leben. Bei den meisten Arten dauert sie ein bis zwei Jahre. Arten in der leichter zu verarbeitenden Bastzone des Holzes entwickeln sich dagegen bereits innerhalb von drei bis fünf Monaten. Besonders lange dauert die Entwicklung bei Arten, die in trockenem Holz oder im Kernholz leben. Die Larven vom Mulmbock, Großen Eichenbock und Hausbock brauchen für ihre Entwicklung entsprechend drei bis vier Jahre; in Extremfällen wurden auch Entwicklungszeiten des Hausbocks von bis zu zehn Jahren beobachtet.
Viele holzfressende Larven von Bockkäfern beherbergen in ihrem Mitteldarm Symbionten in Form von Hefepilzen, die ihnen beim schwierigen Aufschluss des Holzes und der darin enthaltenen Cellulose helfen. Die dazu benötigten Enzyme, die Cellulasen, können nur von einigen Arten, wie dem Hausbock und dem Eichenbock selbst produziert werden; bei einer großen Anzahl von Arten ist die Verdauung des Holzes noch ungeklärt, zumal auch keine Gärkammern vorhanden sind. Die Symbionten versorgen den Käfer außerdem mit Vitaminen und Aminosäuren. Sie befinden sich in taschenartigen Ausstülpungen des vorderen Teiles des Darmes. Die Ausstülpungen werden kurz vor der Verpuppung zurückgebildet und die Mikroorganismen werden geschluckt. Beim Männchen verschwinden sie vollständig, beim Weibchen sammeln sie sich in Taschen am Legeapparat, für die Paul Buchner den Begriff Mycetome geprägt hatte. Bei der Eiablage gelangen die Symbionten so automatisch an die Außenseite der Eischalen. Die Larven fressen Teile der Schalen und nehmen so die Symbionten auf.

#### Larven, die nicht in Holz leben

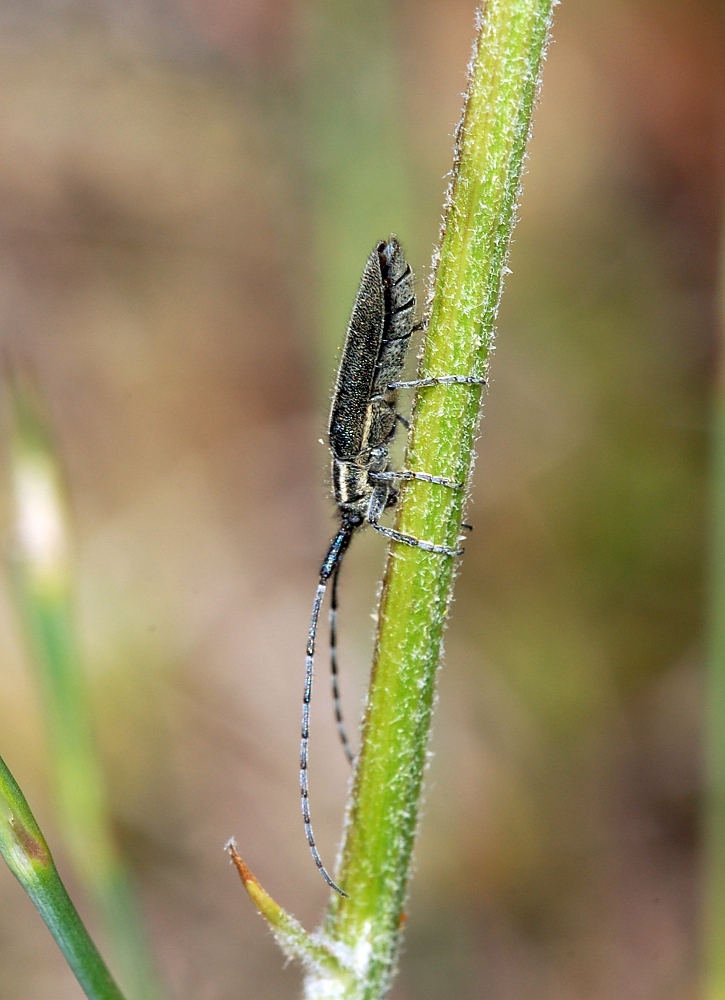
Getreidebockkäfer

Neben den Holzfressern gibt es auch Arten, die als Larven im Inneren von krautigen Pflanzen oder im Boden leben und dort Wurzeln anfressen. So fressen die Arten der Gattung Agapanthia in den Stängeln von Disteln, Brennnesseln und Braunwurz (zum Beispiel der Scheckhornbock (Agapanthia villosoviridescens), auch Nessel- oder Distelbock genannt) und anderen Kardengewächsen (zum Beispiel Agapanthia violacea), die im Süden lebende Agapanthia asphodeli auch in den Stängeln des Affodills. Der sehr schlanke Getreidebockkäfer (Calamobius filum) lebt sogar mit seiner schlanken Larve in den Stängeln von Gräsern. Von den Wurzeln der Gräser leben etwa die Erdböcke und auch die Vertreter der Gattung Vesperus oder Neodorcadion bilineatum.

#### Verpuppung

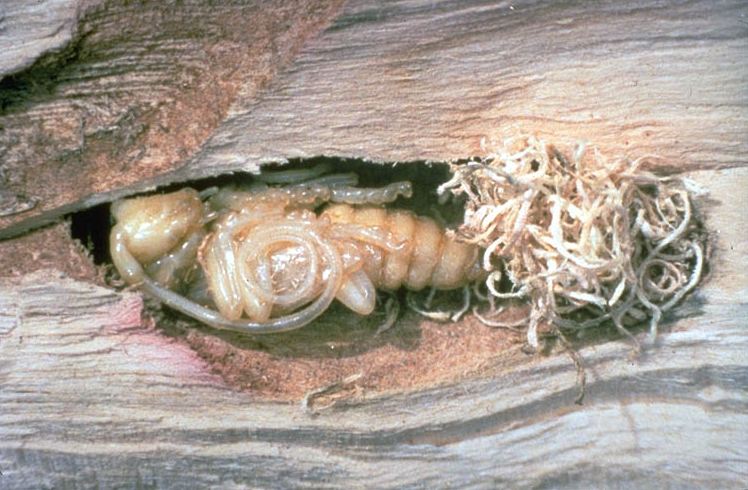
Puppe des Asiatischen Laubholzbockkäfers

Die Verpuppung erfolgt in Puppenwiegen innerhalb der Nagespäne unter der Rinde oder in speziell ausgestatteten Gängen im Holz. Einige Arten bilden auch Kokons aus Erde, nachdem sie das Holz verlassen haben, etwa Arten der Gattungen Pachyta, Dinoptera, Pachytodes oder der Sägebock (Prionus coriarius). Bei der Puppe handelt es sich um eine als Pupa libera bezeichnete Form, die sich durch eine freie Beweglichkeit der Hinterleibssegmente auszeichnet.
Die Jungkäfer nagen sich zum Ausflug ein eigenes Ausschlupfloch. Eine Überwinterung erfolgt meistens als Larve im Holz, nur sehr selten als Käfer.

## Systematik
Die Bockkäfer sind innerhalb der polyphagen Käfer (Polyphaga) sehr nah verwandt mit den Blattkäfern (Chrysomelidae), mit denen sie, gemeinsam mit Megalopodidae, den Orsodacnidae sowie den ehemals den Bockkäfern zugeordneten Familien Vesperidae, Disteniidae und Oxypeltidae das Taxon der Chrysomeloidea bilden. Die nächsten Verwandten dieser Überfamilie sind dann die Rüsselkäferverwandten (Curculionoidea). Mit den Vesperidae, Disteniidae und Oxypeltidae bilden die Bockkäfer eine monophyletische Gruppe, stammen also von einer gemeinsamen Stammlinie ab. Alle gemeinsame Merkmale teilen sie die langen Antennen und deren spezifischen Bau, auch wenn diese bei einigen Formen sekundär wieder verkürzt sind.
Weltweit sind etwa 35.000 Arten der Bockkäfer aus etwa 4000 Gattungen bekannt, davon etwa 200 in Mitteleuropa. Die Anzahl heute noch unbekannter Arten wird zudem als hoch eingeschätzt, über die letzten Jahre wurden jährlich mehr als 200 neue Arten beschrieben, vor allem aus Asien und Südamerika. Die interne Systematik der Bockkäfer ist, wie bei den meisten Insektengruppen, im Wandel und teilweise un klar. Phylogenetische Untersuchungen und Revisionen existieren bislang zwar für einige Untergruppen oder regional, jedoch nicht für die Gesamtheit der Bockkäfer.
Klassisch werden die Bockkäfer in verschiedene Unterfamilien mit unterschiedlichen Anzahlen von Gattungen und Arten aufgespalten. Die größten Unterfamilien sind dabei die Weberböcke und die Cerambycinae, die zusammen etwa 90 % aller Bockkäfer enthalten. Die folgende Darstellung folgt dabei der Aufstellung nach Lawrence 2016, die Unterfamilien mit in Europa heimischen Arten sind mit (E) gekennzeichnet.
- Cerambycinae (E)
- Lamiinae (E) (Weberböcke)
- Lepturinae (E) (Schmalböcke)
- Necydalinae (E)
- Parandrinae
- Prioninae (E) (Breitböcke)
- Spondylidinae (E) (einschließlich Aseminae)
- Dorcasominae

Eine ausführliche Darstellung der mitteleuropäischen Bockkäfer findet sich unter Systematik der Bockkäfer.

## Bockkäfer als Neozoen

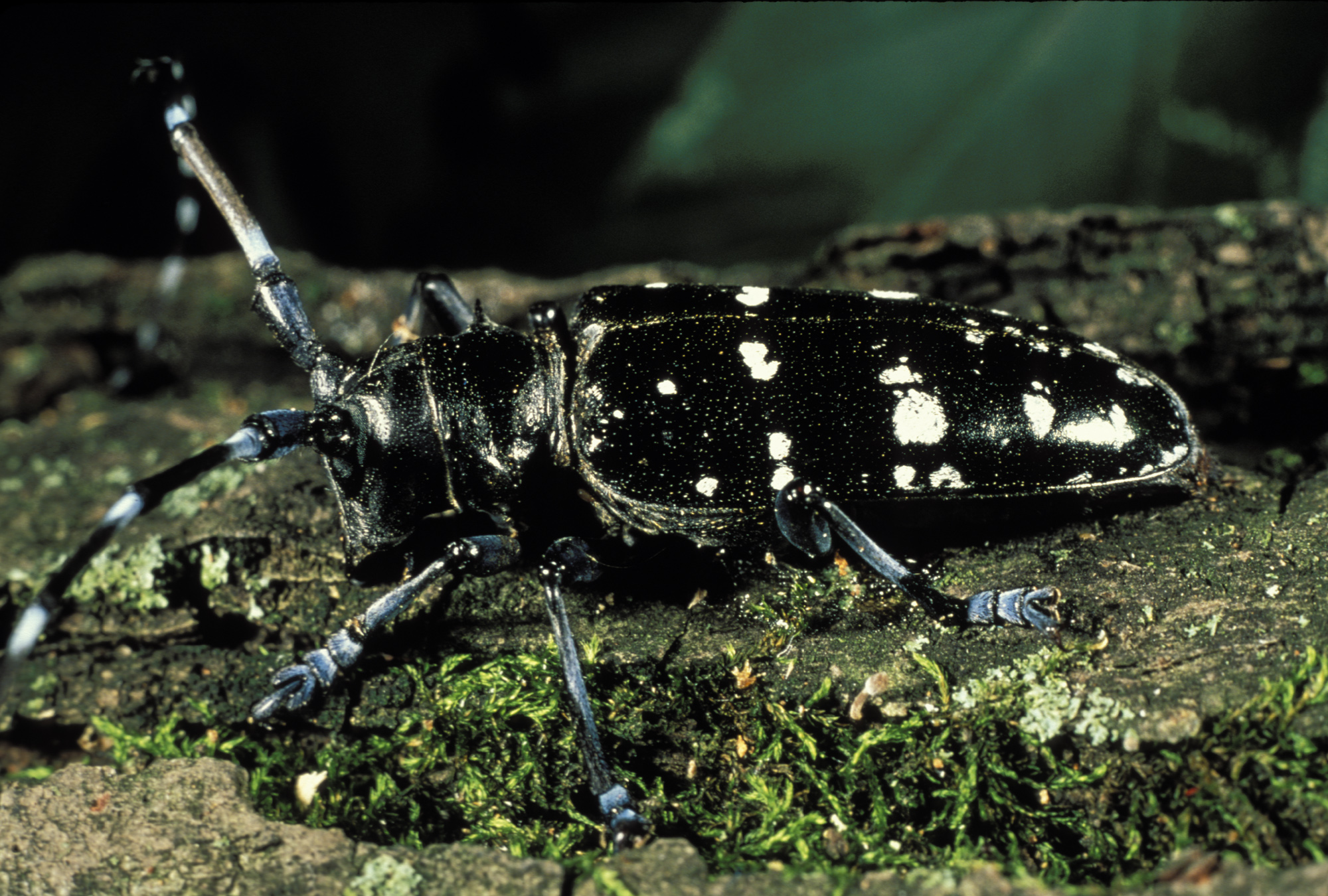
Asiatischer Laubholzbockkäfer

Da die meisten Bockkäfer als Holzbewohner bekannt sind, besteht bei ihnen auch die Gefahr, dass sie als Holzschädlinge auftreten. Besonders dramatisch kann sich die Situation entwickeln, wenn Bockkäfer in Regionen verschleppt werden, in denen sie ursprünglich nicht heimisch sind (Neozoen). Hier haben sie häufig keine spezialisierten Feinde und können sich entsprechend stark in Hölzern ausbreiten. Ein solches Neozoon ist etwa der Asiatische Laubholzbockkäfer (Anoplophora glabripennis), der über Transportkisten aus der Volksrepublik China auf den amerikanischen Kontinent eingeschleppt wurde. Wegen seines unspezifischen Fraßes wird der Käfer in neu besiedelten Gebieten zu einem echten Problem für das Ökosystem: Er wird in der Global Invasive Species Database zu den hundert schädlichsten invasiven Neobiota weltweit gezählt.
Die Tiere leben ziemlich unspezialisiert von verschiedenen Hölzern wie etwa Ahornen, Birken, Walnussbäumen, Eschen und vielen weiteren. Wegen Befalls mit diesen Käfern mussten seit 1996 in New York, Illinois und New Jersey Tausende von Bäumen gefällt werden; der Schaden beträgt bislang etwa 150 Millionen US-Dollar. Nach Angaben des Animal and Plant Health Inspection Service besteht die Gefahr, dass sich die Käfer über die gesamten USA verbreiten und so einen Schaden in der Holzwirtschaft, dem Tourismus und der Landwirtschaft von über 650 Milliarden US-Dollar verursachen könnten.
Der Käfer wird jedoch nicht nur in den USA gefürchtet, auch in Deutschland besteht erhöhte Alarmbereitschaft sowie eine Meldepflicht beim Auftreten dieser Tiere. Im Jahr 2001 wurde die Art erstmals auch in Europa (Braunau am Inn, Österreich) gefunden.

## Bedrohung und Schutz
Viele Bockkäferarten gelten aufgrund von Lebensraumverlust und Lebensraumveränderungen als gefährdet. Sie sind abhängig von bestimmten Holzvorkommen oder von Altholzbeständen mit hohem Anteil an Totholz. Da diese Entwicklungsmöglichkeiten für die Larven häufig fehlen, sind viele Arten bedroht und stehen unter Naturschutz.
In der neuesten Fassung der Bundesartenschutzverordnung sind allerdings mit wenigen Ausnahmen alle einheimischen Arten unter Schutz gestellt worden. Einige besonders seltene sind in Deutschland folgende:
- Körnerbock (Megopis scabricornis); Schutzstatus: „streng“ BNatSchG, BArtSchV (1)
- Mulmbock (Ergates faber); Schutzstatus: „besonders“ BNatSchG, BArtSchV (1)
- Zottenbock (Tragosoma depsarium); Schutzstatus: „besonders“ BNatSchG, BArtSchV (1)
- Wespenböcke (Necydalis ssp)
  - Großer Wespenbock (Necydalis major); Schutzstatus: „streng“ BNatSchG, BArtSchV (1)
  - Panzers Wespenbock (Necydalis ulmi); Schutzstatus: „streng“ BNatSchG, BArtSchV (1)
- Eichenböcke (Cerambycini)
  - Großer Eichenbock (Cerambyx cerdo); Schutzstatus: „streng“ BNatSchG, FFH II und IV
  - Kleiner Eichenbock (Cerambyx scopolii); Schutzstatus: „besonders“ BNatSchG, BArtSchV (1)
  - Cerambyx miles; Schutzstatus: „besonders“ BNatSchG, BArtSchV (1)
- Moschusbock (Aromia moschata); Schutzstatus: „besonders“ BNatSchG, BArtSchV (1)
- Alpenbock (Rosalia alpina); Schutzstatus: „streng“ BNatSchG, FFH II und IV
- Purpurbock (Purpuricenus kaehleri); Schutzstatus: „streng“ BNatSchG, BArtSchV (1)
- Variabler Erdbock (Iberodorcadion fuliginator); Schutzstatus: „besonders“ BNatSchG, BArtSchV (1)
- Weberbock (Lamia textor); Schutzstatus: „besonders“ BNatSchG, BArtSchV (1)
- Phytoecia
  - Schwarzgrauer Walzenhalsbock (Phytoecia nigricornis); Schutzstatus: „besonders“ BNatSchG, BArtSchV (1)
- Bleicher Alteichen-Nachtbock (Trichoferus pallidus) Schutzstatus: „besonders“ BNatSchG, BArtSchV (1)

## Kulturelle Rezeption
„Zu dieser Gruppe gehörte Lampe nun glücklicherweise nicht. Das Berlinertum wirkte hier als Gegengift. Seine Selbstironie brachte wieder alles ins Gleichgewicht und ließ noch einen gefälligen Überschuß. Er bat, wie gesagt, sich uns anschließen und »seine Fahne hochhalten zu dürfen«. Unsere Herzen fielen ihm gleich zu, und so ging es weiter.
»Herr Lampe, Sie sind gewiß auch Kräuterjäger?«
»Nicht doch. Wer seinen Käscher mit Ehren tragen will, muß die grüne Trommel zu Hause lassen. Fauna apart und Flora apart. Sie glauben gar nicht, welche profunde Wissenschaft die Käferei ist. Hundertundzwanzig Bockkäfer bloß im Brieselang. Das will gemacht sein.«
»Gewiß. Aber ich habe mir sagen lassen, daß die Dinge doch Hand in Hand gehen und daß die 'Käferei', wie Sie sagen, ohne ›Kräuterei‹ gar nicht recht bestehen kann.«“

„Eine Welt von Getier bewohnt die alte Eiche. Der Bockkäfer in wahren Riesenexemplaren hat sich zu Hunderten darin eingenistet …“